# Partielle molare Größe
Eine partielle molare Größe {\displaystyle E_{i}} gibt an, wie viel ein Mol der {\displaystyle i}-ten Substanz in einer Mischung zu einer thermodynamischen Eigenschaft {\displaystyle E} der Mischung beiträgt. Die partiellen molaren Größen sind nützlich bei der Berechnung der Eigenschaften von Mischungen.
Liegt eine homogene Phase vor, die eine Mischung aus {\displaystyle r} Substanzen ist, dann ergibt sich eine extensive thermodynamische Eigenschaft {\displaystyle E} der Phase als Summe der Beiträge der einzelnen Substanzen. Beispielsweise ist die gesamte innere Energie {\displaystyle U} der Phase die Summe der partiellen molaren inneren Energien {\displaystyle U_{i}} der in der Mischung enthaltenen Substanzen, multipliziert mit der jeweiligen vorhandenen Stoffmenge {\displaystyle n_{i}}:
{\displaystyle U=\sum _{i=1}^{r}n_{i}U_{i}}.
Ebenso ist das Volumen {\displaystyle V} der Phase die Summe der partiellen molaren Volumina {\displaystyle V_{i}} der in der Mischung enthaltenen Substanzen, multipliziert mit der jeweiligen Stoffmenge {\displaystyle n_{i}}:
{\displaystyle V=\sum _{i=1}^{r}n_{i}V_{i}},
und so weiter für beliebige extensive Eigenschaften.
Aufgrund der Wechselwirkungen der Substanzen untereinander hängt der partielle molare Beitrag einer Substanz in der Regel auch von den Anteilen aller anderen Substanzen in der Mischung ab, so ist zum Beispiel ausführlich geschrieben
{\displaystyle {U=n_{1}\,U_{1}(T,p,x_{2},x_{3},\dots ,x_{r})+n_{2}\,U_{2}(T,p,x_{1},x_{3},\dots ,x_{r})+\ldots +n_{r}\,U_{r}(T,p,x_{1},x_{2},\dots ,x_{r-1})}}
mit den Stoffmengenanteilen {\displaystyle x_{i}}.

## Einführendes Beispiel
Das molare Volumen von reinem Wasser beträgt 18 cm³ pro Mol. Fügt man einem gegebenen Volumen Wasser ein Mol Wasser hinzu, so nimmt das Volumen um 18 cm³ zu. Die Volumina der beiden vereinigten Wassermengen sind additiv.
Fügt man das Mol Wasser jedoch einem gegebenen (großen) Volumen Alkohol hinzu, erhält man lediglich eine Volumenzunahme von 14 cm³. In diesem Fall sind die beiden Volumina nicht additiv. Das Mol Wasser trägt lediglich 14 cm³ zum Gesamtvolumen der Mischung bei, das partielle molare Volumen von Wasser in (fast) reinem Alkohol beträgt also 14 cm³/mol.
Fügt man das Mol Wasser einer Mischung aus Wasser und Alkohol hinzu, ergeben sich in Abhängigkeit vom Mischungsverhältnis andere Werte für das partielle molare Volumen des Wassers. Bei reinem Wasser sind wieder 18 cm³/mol erreicht. Auch das partielle molare Volumen des Alkohols in der Mischung ist wie das des Wassers mischungsabhängig.
Das Wasser leistet bei Mischung mit Alkohol einen geringeren Volumensbeitrag, weil das von den Wassermolekülen eingenommene Volumen von ihrer Umgebung abhängt. In einer Mischung mit einer großen Menge Alkohol ist jedes Wassermolekül vollständig von Alkoholmolekülen umgeben statt von anderen Wassermolekülen. Diese dichtere Anordnung führt zu einem geringeren Platzbedarf.
Allgemein sind Mischungseffekte (Volumenkontraktion, Mischungswärme usw.) darauf zurückzuführen, dass die mittleren Wechselwirkungen der Wasser- und Alkoholmoleküle miteinander in der Mischung verschieden sind von den mittleren Wechselwirkungen der Wassermoleküle untereinander im reinen Wasser und die mittleren Wechselwirkungen der Alkoholmoleküle untereinander im reinen Alkohol. Die partiellen molaren Größen erlauben eine quantitative Behandlung von Mischungseffekten.

## Definition
Wie eingangs beschrieben, lässt sich eine extensive Eigenschaft {\displaystyle E} einer Mischung beschreiben als Summe der mit den jeweiligen Stoffmengen gewichteten molaren partiellen Größen {\displaystyle E_{i}} der Mischungsbestandteile. Die Feststellung dieses Zusammenhangs genügt jedoch nicht zur eindeutigen Definition der beteiligten partiellen molaren Größen {\displaystyle E_{i}}, da es unendlich viele Möglichkeiten gibt, die gewünschte Summe {\displaystyle E} aus einzelnen Summanden zusammenzusetzen. Die Summenbedingung könnte allenfalls eines der {\displaystyle E_{i}} eindeutig definieren, wenn die anderen bereits festgelegt sind. Die Definition der {\displaystyle E_{i}} muss daher auf andere Weise erfolgen.
Die zu einer extensiven thermodynamischen Größe {\displaystyle E} einer Mischung gehörige partielle molare Größe {\displaystyle E_{i}} der {\displaystyle i}-ten Substanz der Mischung ist definiert durch
{\displaystyle E_{i}=\left({\frac {\partial E}{\partial n_{i}}}\right)_{T,\,p,\,n_{j\neq i}}}.
Sie ist also gleich der infinitesimalen Änderung der Größe {\displaystyle E}, die sich bei Hinzufügen einer infinitesimalen Menge der {\displaystyle i}-ten Substanz ergibt, dividiert durch die Anzahl der hinzugefügten Mole, wenn während des Hinzufügens die Temperatur, der Druck und die Molzahlen aller anderen Substanzen konstant gehalten werden.
Für das erwähnte partielle molare Volumen beispielsweise ist
{\displaystyle V_{i}=\left({\frac {\partial V}{\partial n_{i}}}\right)_{T,\,p,\,n_{j\neq i}}}.
Enthält die Phase nur eine einzige Substanz, sind die partiellen molaren Größen mit den molaren Größen identisch.

## Übergang zu endlichen Anteilen

### Rechnerische Betrachtung
Die Definition betrachtet die durch Hinzufügen einer infinitesimalen Stoffmenge verursachte infinitesimale Änderung {\displaystyle \mathrm {d} E_{i}} der Eigenschaft {\displaystyle E}. Der Übergang zu den gesuchten endlichen molaren Beiträgen der in der fertigen Mischung vorhandenen Bestandteile scheint zunächst eine Integration zu erfordern. Diese wäre außerdem schwierig, weil jedes {\displaystyle \mathrm {d} E_{i}} in komplizierter Weise von allen vorhandenen Substanzmengen {\displaystyle n_{1},\dots ,n_{r}} abhängen kann, die sich ihrerseits beim allmählichen Zusammenfügen des Systems in komplizierter Weise ändern können. Es stellt sich jedoch heraus, dass der Zusammenhang zwischen den {\displaystyle \mathrm {d} E_{i}} und den {\displaystyle E_{i}} überraschend einfach ist.
Ausgangspunkt der Betrachtungen ist das Differential von {\displaystyle E}, das als Funktion der Variablen Temperatur, Druck und Molzahlen der enthaltenen Substanzen aufgefasst wird. Für einen gegebenen Zustand {\displaystyle (T,p,n_{1},\dots ,n_{r})} der Phase ist allgemein
{\displaystyle {\begin{alignedat}{4}\mathrm {d} E(T,p,n_{1},\dots ,n_{r})&=\left({\frac {\partial E}{\partial T}}\right)_{p,\,n_{1},\dots ,n_{r}}\,\mathrm {d} T+\left({\frac {\partial E}{\partial p}}\right)_{T,\,n_{1},\dots ,n_{r}}\,\mathrm {d} p+&\left({\frac {\partial E}{\partial n_{1}}}\right)_{T,\,p,\,n_{j\neq 1}}\,\mathrm {d} n_{1}&+\ldots +&\left({\frac {\partial E}{\partial n_{r}}}\right)_{T,\,p,\,n_{j\neq r}}\,\mathrm {d} n_{r}\\&=\left({\frac {\partial E}{\partial T}}\right)_{p,\,n_{1},\dots ,n_{r}}\,\mathrm {d} T+\left({\frac {\partial E}{\partial p}}\right)_{T,\,n_{1},\dots ,n_{r}}\,\mathrm {d} p+&E_{1}\qquad \quad \mathrm {d} n_{1}&+\ldots +&E_{r}\qquad \quad \mathrm {d} n_{r}\end{alignedat}}}.
Man denke sich nun die Größe der Phase vervielfacht. Bei diesem Vorgang bleiben die Temperatur und der Druck unverändert ({\displaystyle \mathrm {d} T=0}, {\displaystyle \mathrm {d} p=0}), da sie intensive Größen sind. Das Differential, das die Änderung von {\displaystyle E} bei einer solchen Vergrößerung beschreibt, ist also
{\displaystyle \mathrm {d} E=E_{1}\,\mathrm {d} n_{1}+\ldots +E_{r}\,\mathrm {d} n_{r}}.
Da die partiellen molaren Größen {\displaystyle E_{1},\dots ,E_{r}} ebenfalls intensive Größen sind, bleiben sie auch unverändert. Die direkte Integration des Differentials liefert daher für die mit der Vergrößerung einhergehende Änderung des extensiven {\displaystyle E}:
{\displaystyle {\begin{aligned}\Delta E=\int \mathrm {d} E&=\int E_{1}\,\mathrm {d} n_{1}+\ldots +\int E_{r}\,\mathrm {d} n_{r}\\&=E_{1}\int \mathrm {d} n_{1}+\ldots +E_{r}\int \mathrm {d} n_{r}\\&=E_{1}\,\Delta n_{1}+\ldots +E_{r}\,\Delta n_{r}\end{aligned}}},
weil die {\displaystyle E_{1},\dots ,E_{r}} als konstante Größen vor die jeweiligen Integrale gezogen werden können.
Geschieht die gedankliche Vermehrung um den Faktor {\displaystyle k}, dann nehmen auch die Zahlenwerte der extensiven Größen {\displaystyle E,n_{1},\dots ,n_{r}} auf das {\displaystyle k}-fache zu und es gilt
{\displaystyle \Delta E=k\,E-E=(k-1)\,E},
{\displaystyle \Delta n_{i}=k\,n_{i}-n_{i}=(k-1)\,n_{i}}.
Einsetzen in die vorhergehende Gleichung führt auf
{\displaystyle (k-1)E=E_{1}(k-1)n_{1}+\ldots +E_{r}(k-1)n_{r}}
und damit nach Kürzen auf
{\displaystyle E=n_{1}E_{1}+\ldots +n_{r}E_{r}}.
Dies ist der gewünschte Ausdruck für die Eigenschaft {\displaystyle E} der Phase im Zustand {\displaystyle (T,p,n_{1},\dots ,n_{r})}: Sie ist einfach die Summe der partiellen molaren Größen {\displaystyle E_{i}} der beteiligten Substanzen, multipliziert mit den jeweiligen Stoffmengen. Dieser Zusammenhang wurde zu Beginn dieses Artikels als einführende Erläuterung der partiellen molaren Größen benutzt und ist hier aus der eigentlichen Definition abgeleitet.
Sowohl {\displaystyle E} als auch die {\displaystyle E_{i}} sind jeweils nur bis auf eine Konstante bestimmt. Sie müssen alle mit Bezug auf denselben Referenzzustand berechnet werden.
Division durch die Gesamt-Stoffmenge {\displaystyle n} der Phase liefert das molare {\displaystyle E_{m}}:
{\displaystyle E_{m}={\frac {E}{n}}={\frac {n_{1}}{n}}E_{1}+\ldots +{\frac {n_{r}}{n}}E_{r}=x_{1}E_{1}+\ldots +x_{r}E_{r}}
mit den Stoffmengenanteilen {\displaystyle x_{i}=n_{i}/n}.

### Anschauliche Betrachtung
Anstelle der obigen mathematischen Herleitung kann auch wie folgt anschaulicher argumentiert werden:
Gegeben seien die Menge {\displaystyle n_{A}} der Substanz {\displaystyle A} und die Menge {\displaystyle n_{B}} der Substanz {\displaystyle B}. Es soll gezeigt werden, dass ihre Mischung das Volumen
{\displaystyle V_{n_{A},n_{B}}=n_{A}V_{A}+n_{B}V_{B}}
hat, wobei {\displaystyle V_{A}} und {\displaystyle V_{B}} die partiellen molaren Volumina sind. Die von der Zusammensetzung abhängigen Zahlenwerte von {\displaystyle V_{A}} und {\displaystyle V_{B}} sind dabei diejenigen, die der Zusammensetzung der fertigen Mischung entsprechen. Die Mischung wird auf einem Umweg erstellt, auf dem die bekannten Eigenschaften der partiellen molaren Volumina benutzt werden können.
Es stehe als Hilfsmittel ein großes Reservoir einer Mischung aus {\displaystyle A} und {\displaystyle B} zur Verfügung, deren Zusammensetzung identisch ist mit jener der zu erstellenden Mischung, in der die Substanzen also im Verhältnis {\displaystyle n_{A}/n_{B}} vorliegen. Fügt man die zur Verfügung stehende Menge {\displaystyle n_{A}} von {\displaystyle A} dem Reservoir hinzu, bleibt dessen Zusammensetzung wegen seiner Größe während des Vorgangs praktisch konstant, so dass aus den bekannten Eigenschaften des partiellen molaren Volumens geschlossen werden kann, dass das Volumen des Reservoirs um den Betrag {\displaystyle n_{A}V_{A}} zunimmt. Fügt man anschließend die vorhandene Menge {\displaystyle n_{B}} von {\displaystyle B} dem Reservoir hinzu, nimmt dessen Volumen um den Betrag {\displaystyle n_{B}V_{B}} weiter zu. Insgesamt hat das Volumen des Reservoirs um den Betrag {\displaystyle V_{n_{A},n_{B}}=n_{A}V_{A}+n_{B}V_{B}} zugenommen. Seine Zusammensetzung ist dieselbe geblieben wie in seinem Ursprungszustand, da die beiden Substanzen laut Voraussetzung in demselben Verhältnis hinzugefügt wurden, in dem sie auch im Ursprungszustand  des Reservoirs vorhanden waren.
Nun soll der Mischung des Reservoirs eine Probe entnommen werden, die gerade die Menge {\displaystyle n_{A}} von {\displaystyle A} und die Menge {\displaystyle n_{B}} von {\displaystyle B} enthält. Eine solche Probe muss das Volumen {\displaystyle V_{n_{A},n_{B}}} besitzen, denn nach Entnahme eines solchen Volumens ist das Reservoir auf seinen Ausgangszustand zurückgeführt: Es hat anschließend dasselbe Volumen und dieselbe Zusammensetzung wie zu Beginn, enthält daher auch dieselben Substanzmengen wie am Anfang. Das Hinzufügen der beiden Mengen {\displaystyle n_{A}} und {\displaystyle n_{B}} ist durch diese Entnahme rückgängig gemacht, die entnommene Probe des Volumens {\displaystyle V_{n_{A},n_{B}}} enthält also genau diese Mengen.
Die entnommene Probe ist damit eine auf einem Umweg erstellte Mischung der Mengen {\displaystyle n_{A}} von {\displaystyle A} und {\displaystyle n_{B}} von {\displaystyle B}, und sie hat das Volumen {\displaystyle V_{n_{A},n_{B}}}. Da das Volumen eine Zustandsgröße ist, ist es unabhängig davon, auf welchem Wege die Mischung erstellt wurde. Das einfache Zusammenmischen der Ausgangsmengen von {\displaystyle A} und {\displaystyle B} hätte also dieselbe Mischung und dasselbe Volumen ergeben, was zu zeigen war.

## Beispiel
Es seien zwei mischbare Substanzen {\displaystyle 1} und {\displaystyle 2} gegeben, die im reinen Zustand die molaren Enthalpien {\displaystyle h_{1}} und {\displaystyle h_{2}} besitzen. Ihre partiellen molaren Enthalpien in einer Mischung, die {\displaystyle n_{1}} Mol von Substanz {\displaystyle 1} und {\displaystyle n_{2}} Mol von Substanz {\displaystyle 2} enthält, seien {\displaystyle H_{1}} und {\displaystyle H_{2}}. Die Gesamtenthalpie der beiden Substanzen im unvermischten Zustand beträgt (weil die Enthalpien {\displaystyle n_{1}h_{1}} und {\displaystyle n_{2}h_{2}} extensive Größen sind)
{\displaystyle n_{1}h_{1}+n_{2}h_{2}}.
Die Enthalpie der fertigen Mischung beträgt (gemäß Definition der partiellen molaren Enthalpien {\displaystyle H_{1}} und {\displaystyle H_{2}})
{\displaystyle n_{1}H_{1}+n_{2}H_{2}}.
Die beim Mischungsvorgang aufgenommene oder freigesetzte Enthalpie ist die Mischungsenthalpie {\displaystyle \Delta H}:
{\displaystyle {\begin{aligned}\Delta H&=(n_{1}H_{1}+n_{2}H_{2})-(n_{1}h_{1}+n_{2}h_{2})\\&=n_{1}(H_{1}-h_{1})+n_{2}(H_{2}-h_{2})\end{aligned}}}.
Division durch die Stoffmenge {\displaystyle n_{1}+n_{2}} des gemischten Systems liefert die molare Mischungsenthalpie:
{\displaystyle \Delta h=x_{1}(H_{1}-h_{1})+x_{2}(H_{2}-h_{2})},
wobei {\displaystyle x_{1}} und {\displaystyle x_{2}} die jeweiligen Stoffmengenanteile sind.
Die {\displaystyle h_{i}} und die {\displaystyle H_{i}} hängen von Temperatur und Druck ab, die {\displaystyle H_{i}} hängen darüber hinaus von den Stoffmengenanteilen in der Mischung ab. Bei Kenntnis dieser Größen lässt sich die molare Mischungsenthalpie der Mischung sofort berechnen, es lässt sich also vorhersagen, ob beim Vermischungsvorgang Mischungswärme freigesetzt oder verbraucht wird.

## Chemisches Potential
Das partielle molare Volumen und die partielle molare Enthalpie wurden als häufig auftretende Beispiele bereits genannt. Eine weitere oft anzutreffende partielle molare Größe ist das chemische Potential.
Wie im Artikel zur Gibbs-Energie näher erläutert, ist das Differential der Gibbs-Energie als Funktion ihrer natürlichen Variablen {\displaystyle T}, {\displaystyle p} und {\displaystyle n_{1},\dots ,n_{r}} gegeben durch
{\displaystyle {\mathrm {d} G(T,p,n_{1},\dots ,n_{r})=\left({\frac {\partial G}{\partial T}}\right)_{p,n_{1},\dots ,n_{r}}\mathrm {d} T+\left({\frac {\partial G}{\partial p}}\right)_{T,n_{1},\dots ,n_{r}}\mathrm {d} p\,+\,\sum _{i=1}^{r}\left({\frac {\partial G}{\partial n_{i}}}\right)_{T,p,n_{j\neq i}}\mathrm {d} n_{i}}}.
Die in jedem Summanden des letzten Terms auftretende partielle Ableitung
{\displaystyle \left({\frac {\partial G}{\partial n_{i}}}\right)_{T,p,n_{j\neq i}}=:\mu _{i}}
wird auch als chemisches Potential {\displaystyle \mu _{i}} der {\displaystyle i}-ten Substanz bezeichnet. Vergleich mit der Definition partieller molarer Größen zeigt, dass es sich auch jeweils um die partielle molare Gibbs-Energie der {\displaystyle i}-ten Substanz handelt. Es folgt sofort, dass die Gibbs-Energie einer Mischung die Summe der mit den jeweiligen Stoffmengen multiplizierten chemischen Potentiale ist:
{\displaystyle G=n_{1}\mu _{1}+\ldots +n_{r}\mu _{r}},
und dass die molare Gibbs-Energie einer Mischung die Summe der mit den jeweiligen Stoffmengenanteilen multiplizierten chemischen Potentiale ist:
{\displaystyle {\frac {G}{n}}={\frac {n_{1}}{n}}\mu _{1}+\ldots +{\frac {n_{r}}{n}}\mu _{r}=x_{1}\mu _{1}+\ldots +x_{r}\mu _{r}}.
Diese Zusammenhänge treffen unter den thermodynamischen Potentialen nur auf die Gibbs-Energie zu, weil sie als einziges Potential die Variablen {\displaystyle T}, {\displaystyle p} und {\displaystyle n_{1},\dots ,n_{r}} als natürliche Variablen besitzt, die auch in der Definition der partiellen molaren Größen benutzt werden.

## Notation
Die übliche Schreibweise als Großbuchstabe mit einem Index für die jeweilige Substanz, {\displaystyle E_{i}}, entspricht der Empfehlung der IUPAC und erlaubt die Unterscheidung von der Gesamtgröße {\displaystyle E} der Mischung sowie der molaren Eigenschaft {\displaystyle E_{\mathrm {m,i} }} der {\displaystyle i}-ten reinen Substanz. Falls dennoch eine Verdeutlichung nötig wird, empfiehlt die IUPAC die Notation mit Überstrich: {\displaystyle {\overline {E}}_{i}}.